# Barcinek (Miłomłyn)
Barcinek (deutsch Prinzwald) ist ein Ort in der polnischen Woiwodschaft Ermland-Masuren. Er gehört zur Gmina Miłomłyn (Stadt- und Landgemeinde Liebemühl) im Powiat Ostródzki (Kreis Osterode in Ostpreußen).

## Geographische Lage
Barcinek liegt südwestlich des Jezioro Tarda (deutsch Tharden-See) im Westen der Woiwodschaft Ermland-Masuren, elf Kilometer nordwestlich der Kreisstadt Ostróda (deutsch Osterode in Ostpreußen).

## Geschichte

### Ortsgeschichte
Die bis 1945 zum Staatsforst Prinzwald gehörende Försterei Prinzwald wurde um 1890 gegründet und war ein Wohnplatz innerhalb der Gemeinde Tharden (polnisch Tarda). Am 4. Januar 1904 bildete man den Gutsbezirk Prinzwald, Forst und ordnete ihn dem Amtsbezirk Taberbrück (polnisch Tabórz) im Kreis Osterode in Ostpreußen zu. Am 3. November 1908 wurde der Amtsbezirk Prinzwald errichtet, der bis 1945 bestand. Der Gutsbezirk Prinzwald, Forst, zählte im Jahre 1910 insgesamt 141 Einwohner.
Als 1945 in Kriegsfolge das gesamte südliche Ostpreußen Polen zugeordnet wurde, war auch Prinzwald davon betroffen. Der Ort erhielt die polnische Namensform „Barcinek“ und ist heute eine Ortschaft innerhalb der Stadt- und Landgemeinde Miłomłyn (Liebemühl) im Powiat Ostródzki (Kreis Osterode in Ostpreußen), bis 1998 der Woiwodschaft Olsztyn, seither der Woiwodschaft Ermland-Masuren mit Sitz in Olsztyn (Allenstein) zugehörig.

### Amtsbezirk Prinzwald (1908–1945)
Zum Amtsbezirk Prinzwald gehörten lediglich zwei Kommunen:
| Deutscher Name                                        | Polnischer Name | Anmerkungen                                     |
| ----------------------------------------------------- | --------------- | ----------------------------------------------- |
| Tharden                                               | Tarda           | bis 1908 dem Amtsbezirk Taberbrück zugeordnet   |
| Prinzwald, Forst 1929–1945: Taberbrücker Heide, Forst | Barcinek        | bis 1908 dem Amtsbezirk Bieberswalde zugeordnet |

## Kirche
Bis 1945 war Prinzwald in die evangelische Pfarrkirche Liebemühl in der Kirchenprovinz Ostpreußen der Kirche der Altpreußischen Union, außerdem in die römisch-katholische Kirche Osterode in Ostpreußen eingepfarrt.
Heute gehört Barcinek katholischerseits zur Kirche St. Bartholomäus (Miłomłyn) im Bistum Elbląg, evangelischerseits zur Kirche Ostróda in der Diözese Masuren der Evangelisch-Augsburgischen Kirche in Polen.

## Verkehr
Barcinek liegt an einer Nebenstraße, die bei Miłomłyn von der Schnellstraße 7 abzweigt und über Tarda (Tharden) nach Słonecznik (Sonnenborn) führt. Eine Bahnanbindung besteht nicht.